# فرودگاه بین‌المللی لومبک
فرودگاه بین‌المللی لومبک (به انگلیسی: Lombok International Airport) یک فرودگاه همگانی با کد یاتا LOP است که یک باند فرود آسفالت دارد و طول باند آن ۲۷۵۰ متر است. این فرودگاه در کشور اندونزی قرار دارد و در ارتفاع ۹۷ متری از سطح دریا واقع شده‌است.

## شرکت‌های هواپیمایی و مقصدهای پروازی

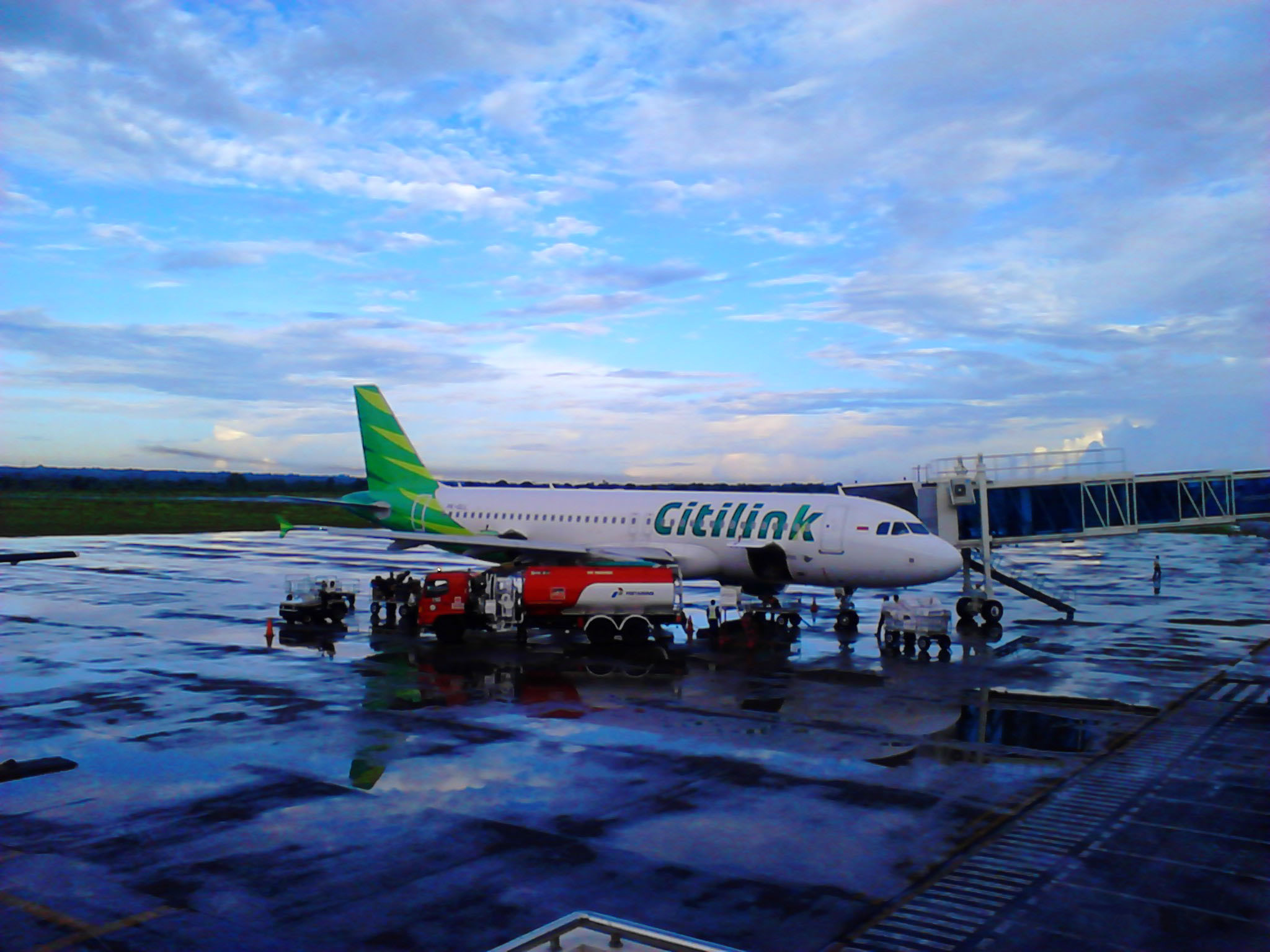
فرودگاه بین‌المللی لومبک

### مسافری
| شرکت‌های هواپیمایی | مقصدهای پروازی                                                                                    |
| ----------------- | ------------------------------------------------------------------------------------------------- |
| ایرآسیا           | کوالالامپور                                                                                       |
| باتیک ایر         | حلیم پرداناکوسوما، سوئکارنو-هتا                                                                   |
| سیتیلینک          | حلیم پرداناکوسوما، جواندا                                                                         |
| گارودا ایندونزیا  | بیما، انگوراه رای، سوئکارنو-هتا، سلطان حسن‌الدین، اچماد یانی، برانگبیی، جواندا Hajj: ملک عبدالعزیز |
| ایرآسیای اندونزی  | کوالالامپور (پایان در ۲۱ اوت ۲۰۱۷)                                                                |
| کورین ایر         | Charter : اینچئون                                                                                 |
| لاین ایر          | حسین ساسترانگارا، انگوراه رای، سوئکارنو-هتا، سلطان حسن‌الدین، ادیسومارمو، جواندا، ادیسوسیپتو       |
| سیلک‌ایر           | چانگی سنگاپور                                                                                     |
| وینگز ایر         | بیما، انگوراه رای، ادیسومارمو (آغاز از ۲۱ اوت ۲۰۱۷), برانگبیی                                     |